# Gemma Arterton
Gemma Christina Arterton (sinh ngày 12 tháng 01 năm 1986) là một nữ diễn viên người Anh.Cô nổi tiếng với trong các bộ phim St Trinian's (film) (2007), Định mức khuây khỏa (2008), Cuộc chiến giữa các vị thần (phim 2010) (2010),Hoàng tử Ba Tư: Dòng cát thời gian  (2010)... Năm 2013,cô là diễn viên chính trong hai bộ phim có thành công về mặt tài chính là Hansel and Gretel:Witch Hunters và Byzantium .

## Đời tư
Vào ngày 05 tháng 06 năm 2010, Arterton kết hôn với Stefano Catelli, một nhà tư vấn thời trang, tại đám cưới riêng ở Zuheros, Andalucia, Tây Ban Nha.
Vào đầu năm 2013, cô đã ly dị chồng.

## Phim tham gia

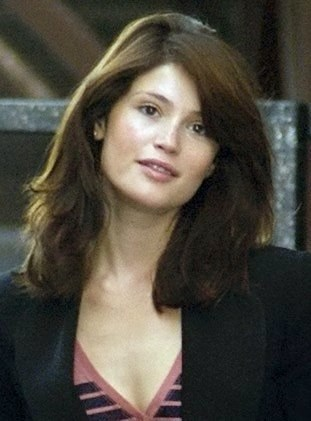
Arterton năm 2010

| Năm  | Tựa đề                                        | Vai trò           | Ghi chú                           |
| ---- | --------------------------------------------- | ----------------- | --------------------------------- |
| 2007 | St Trinian's (phim 2007)                      | Kelly Jones       |                                   |
| 2007 | Capturing Mary                                | Liza              | phim truyền hình                  |
| 2008 | Lost in Austen                                | Elizabeth Bennet  | loạt phim truyền hình (2 tập)     |
| 2008 | Tess of the D'Urbervilles (TV serial)         | Tess Durbeyfield  | loạt phim truyền hình (4 tập)     |
| 2008 | Three and Out                                 | Frankie Cassidy   |                                   |
| 2008 | RocknRolla                                    | June              |                                   |
| 2008 | Định mức khuây khỏa                           | Strawberry Fields |                                   |
| 2009 | The Boat That Rocked a.k.a. Pirate Radio      | Desiree           |                                   |
| 2009 | St. Trinian's II:The Legend of Fritton's Gold | Kelly Jones       |                                   |
| 2010 | Cuộc chiến giữa các vị thần (phim 2010)       | Io (thần thoại)   |                                   |
| 2010 | The Disappearance of Alice Creed              | Alice Creed       |                                   |
| 2010 | Prince of Persia:The Sands of Time (film)     | Princess Tamina   |                                   |
| 2010 | Tamara Drewe (film)                           | Tamara Drewe      |                                   |
| 2012 | Song for Marion                               | Elizabeth         |                                   |
| 2012 | Byzantium (film)                              | Clara             |                                   |
| 2013 | Hansel & Gretel:Witch Hunters                 | Gretel            |                                   |
| 2013 | Runner Runner (phim)                          | Rebecca Shafran   |                                   |
| 2014 | Inside No. 9                                  | Gerri             | loạt phim truyền hình (tập "Tom") |
| 2014 | The Voices (phim)                             | Fiona             |                                   |
| 2014 | Gemma Bovery (film)                           | Gemma Bovery      |                                   |

## Các giải thưởng và đề cử
| Năm  | Giải thưởng                                                    | Đề cử                                                       | Kết quả   |
| ---- | -------------------------------------------------------------- | ----------------------------------------------------------- | --------- |
| 2008 | Empire Award cho diễn viên mới xuất sắc                        | St Trinian's (phim 2007)                                    | Đề cử     |
| 2008 | National Movie Award cho diễn viên xuất sắc                    | St Trinian's                                                | Đề cử     |
| 2009 | Empire Award for Best Newcomer                                 | Định mức khuây khỏa                                         | Đoạt giải |
| 2010 | 2010 Teen Choice Awards cho diễn viên nữ thành công            | Cuộc chiến giữa các vị thần (phim 2010)                     | Đề cử     |
| 2010 | 2010 Scream Awards cho diễn viên nữ trình diễn thành công nhất | Prince of Persia:The Sands of Time (phim)                   | Đề cử     |
| 2010 | Teen Choice Award for Choice Movie Actress - Fantasy           | Prince of Persia: The Sands of Time và "Clash of the Titans | Đề cử     |
| 2011 | BAFTA Rising Star Award                                        | Tự đề cử                                                    | Đề cử     |
| 2011 | Giải Glamour cho Nữ diễn viên phim                             | Tự đề cử                                                    | Đoạt giải |